# Oeleu (Toianas)
Oeleu is een bestuurslaag in het regentschap Timor Tengah Selatan van de provincie Oost-Nusa Tenggara, Indonesië. Oeleu telt 1118 inwoners (volkstelling 2010).